# Runnin' Down a Dream
"Runnin' Down a Dream" is een single van de Amerikaanse zanger-gitarist Tom Petty. Het nummer verscheen op zijn solodebuutalbum Full Moon Fever uit 1989. In juli van dat jaar werd het nummer uitgebracht als de tweede single van het album. "Runnin' Down a Dream" werd geschreven door Petty, Jeff Lynne en Mike Campbell. Het nummer is een autobiografisch nummer dat inzage geeft in het artistieke proces.

## Hitlijsten
| Land                | Hitlijst                    | Top- positie |
| ------------------- | --------------------------- | ------------ |
| Australië           | ARIA Singles Chat           | 68           |
| Canada              | RPM Top Singles             | 23           |
| Verenigd Koninkrijk | UK Singles Chart            | 55           |
| Verenigde Staten    | Billboard Album Rock Tracks | 1            |
| Verenigde Staten    | Billboard Hot 100           | 23           |